# Elaphoglossum junghuhnianum
Elaphoglossum junghuhnianum là một loài thực vật có mạch trong họ Lomariopsidaceae. Loài này được (Kunze) Moore mô tả khoa học đầu tiên năm 1857.